# Sextus Julius Caesar (konsul 91 f.Kr.)
Sextus Julius Caesar, född före 130 f.Kr, död 90 f.Kr. eller 89 f.Kr., var politiker och militär under Romerska republiken. 
Han var antagligen praetor 94 f.Kr. och konsul 91 f.Kr. Han dog under en belägring av Asculum.